# Barbus thysi
Barbus thysi är en fiskart som beskrevs av Trewavas, 1974. Barbus thysi ingår i släktet Barbus och familjen karpfiskar. IUCN kategoriserar arten globalt som starkt hotad. Inga underarter finns listade.